# تايجو واتانابي
تايجو واتانابي (باليابانية: 渡部 大樹) (مواليد 16 فبراير 1996) هو لاعب كرة قدم ياباني.

## وصلات خارجية
- تايجو واتانابي على موقع رابطة كرة القدم اليابانية للمحترفين (اليابانية)
- تايجو واتانابي على موقع Soccerway.com (الإنجليزية)